# Valentin Novikov
Valentin Novikov (rusky Валентин Юрьевич Новиков; * 1. října 1974, Bělgorod) je ruský reprezentant v orientačním běhu, jež v současnosti žije v Bělgorodě. Jeho největšími úspěchy jsou tři zlaté medaile na Mistrovství světa v orientačním běhu v letech 2006, 2007 a 2010. V současnosti[kdy?] běhá za ruský klub Staryj Plut a současně finský klub Delta za který startuje ve Skandinávii.

## Sportovní kariéra
| Přehled úspěchů na Mistrovství světa | Přehled úspěchů na Mistrovství světa | Přehled úspěchů na Mistrovství světa | Přehled úspěchů na Mistrovství světa | Přehled úspěchů na Mistrovství světa |
| Mistrovství světa                    | Sprint                               | Middle                               | Long                                 | Štafety                              |
| ------------------------------------ | ------------------------------------ | ------------------------------------ | ------------------------------------ | ------------------------------------ |
| Grimstad 1997                        | X                                    | 11. místo                            | 35. místo                            | 4. místo                             |
| Tampere 2001                         | X                                    | 15. místo                            | 7. místo                             | 4. místo                             |
| Jona 2003                            | X                                    | 23. místo                            | DSQ                                  | 5. místo                             |
| Västerås 2004                        | X                                    | 2. místo                             | 4. místo                             | 2. místo                             |
| Århus 2006                           | X                                    | 5. místo                             | 19. místo                            | 1. místo                             |
| Kyjev 2007                           | X                                    | 3. místo                             | 13. místo                            | 1. místo                             |
| Olomouc 2008                         | 13. místo                            | 3. místo                             | X                                    | 2. místo                             |
| Miskolc 2009                         | 12. místo                            | 14. místo                            | X                                    | 2. místo                             |
| Trondheim 2010                       | X                                    | 6. místo                             | 22. místo                            | 1. místo                             |
| Savojsko 2011                        | X                                    | 24. místo                            | 14. místo                            | X                                    |
| Lausanne 2012                        | X                                    | 2. místo                             | DSQ                                  | DSQ                                  |

| Přehled úspěchů na Mistrovství Evropy | Přehled úspěchů na Mistrovství Evropy | Přehled úspěchů na Mistrovství Evropy | Přehled úspěchů na Mistrovství Evropy | Přehled úspěchů na Mistrovství Evropy |
| Mistrovství Evropy                    | Sprint                                | Middle                                | Long                                  | Štafety                               |
| ------------------------------------- | ------------------------------------- | ------------------------------------- | ------------------------------------- | ------------------------------------- |
| Truskavets 2000                       | X                                     | 1. místo                              | 1. místo                              | X                                     |
| Otepää 2006                           | X                                     | 3. místo                              | 4. místo                              | 6. místo                              |
| Ventspils 2008                        | X                                     | 6. místo                              | X                                     | 1. místo                              |
| Primorsko 2010                        | X                                     | 1. místo                              | 10. místo                             | 7. místo                              |
| Falun 2012                            | X                                     | 2. místo                              | 3. místo                              | 5. místo                              |

| Přehled úspěchů na Mistrovství světa juniorů | Přehled úspěchů na Mistrovství světa juniorů | Přehled úspěchů na Mistrovství světa juniorů | Přehled úspěchů na Mistrovství světa juniorů | Přehled úspěchů na Mistrovství světa juniorů |
| Mistrovství světa juniorů                    | Sprint                                       | Middle                                       | Long                                         | Štafety                                      |
| -------------------------------------------- | -------------------------------------------- | -------------------------------------------- | -------------------------------------------- | -------------------------------------------- |
| Jyväskylä 1992                               | X                                            | 35. místo                                    | 53. místo                                    | 12. místo                                    |
| Castelrotto 1993                             | X                                            | 6. místo                                     | X                                            | 4. místo                                     |
| Gdyně 1994                                   | X                                            | 6. místo                                     | 11. místo                                    | 1. místo                                     |